# Avataro Sentai Donbrothers
 (février 2022).
Si vous disposez d'ouvrages ou d'articles de référence ou si vous connaissez des sites web de qualité traitant du thème abordé ici, merci de compléter l'article en donnant les références utiles à sa vérifiabilité et en les liant à la section « Notes et références ».
 (février 2022).
Zenkaigers King-Ohger
Avataro Sentai Donbrothers (暴太郎戦隊ドンブラザーズ, Abatarō Sentai Donburazāzu) est une série télévisée japonaise du genre sentai diffusée en 2022.
Il s'agit de la 46e série de la franchise. Elle a pour thème les légendes en particulier la légende de Momotarō, ainsi que les mondes superposés.
Avant la diffusion du premier épisode de Donbrothers, l'un des protagonistes de la série, Don Momotaro, fait une apparition dans le 42e épisode de Kikai Sentai Zenkaiger afin de connecter les deux séries,,.

## Synopsis
Lorsqu'une lycéenne nommée Haruka Kito acquiert de mystérieux pouvoirs, un homme nommé Jin Momoi lui dit qu'elle doit trouver son fils, Taro Momoi, et lui jurer fidélité en échange de son aide.
En utilisant des rouages appelés Avataro Gears, cinq héros peuvent se transformer en personnages basés sur le conte de fées japonais de Momotarō : un garçon-pêche, un chien, un faisan, un singe et un oni. Ils s'unissent pour combattre les redoutables Hitotsuki, des démons nés des désirs humains et inspirés des Super Sentai précédents, et l'organisation démoniaque qui les soutient, les Note, accompagnés des Anony.
Tous les cinq, ils sont les Donbrothers le 46e Super Sentai.

## Personnages

### Donbrothers
| Acteur                                        | Nom                                                | Senshi                                      | Motif                       |
| --------------------------------------------- | -------------------------------------------------- | ------------------------------------------- | --------------------------- |
| Kohei Higuchi (樋口 幸平, Higuchi Kohei),     | Taro Momoi (桃井 タロウ, Momoi Tarō),              | Don Momotaro (ドンモモタロウ, Don Momotarō) | Momotarō (桃太郎, Momotarō) |
| Yuuki Beppu (別府 由来, Beppu Yūki),          | Shinichi Saruhara (猿原 真一, Saruhara Shin'ichi), | Saru Brother (サルブラザー, Saru Burazā)    | Singe (猿, Saru)            |
| Kohaku Shida (志田 こはく, Shida Kohaku),     | Haruka Kito (鬼頭 はるか, Kitō Haruka),            | Oni Sister (オニシスター, Oni Shisutā)      | Démon (鬼, Oni)             |
| Totarou (柊太朗, Totarō),                     | Tsubasa Inuzuka (犬塚 翼, Inudzuka Tsubasa),       | Inu Brother (イヌブラザー, Inu Burazā)      | Chien (犬, Inu)             |
| Hirofumi Suzuki (鈴木 浩文, Suzuki Hirofumi), | Tsuyoshi Kijino (雉野 つよし, Kijino Tsuyoshi),    | Kiji Brother (キジブラザー, Kiji Burazā)    | Faisan (雉, Kiji)           |

#### Taro Momoi
Taro est un jeune homme qui est né dans une capsule en forme de pêche. Il s’est enfui de chez lui et vit maintenant en tant que facteur. Taro a une petite particularité, il est né incapable de mentir. Il est Don Momotaro, le leader des Donbrothers et excellent à l'épée.

#### Shin'ichi Saruhara
Shin'ichi est un jeune homme érudit bien vu de son entourage, qui analyse ses adversaires avant le combat et peut en déduire leurs points faibles tel le détective Sherlock Holmes.
Ses voisins l'appellent Professeur, et il est un bon conseiller.
Il peut se transformer en Saru Brother, axé sur la puissance.

#### Haruka Kito
Haruka est une lycéenne de 17 ans qui rêve de devenir mangaka.
Elle a failli gagner un prix de manga et connaître la gloire, mais tout a été gâché lorsqu'elle a été accusée de plagiat et est devenue une guerrière.
Elle vit avec sa tante détective et travaille à mi-temps au café Donbura.
Elle peut se transformer en Oni Sister, dont le style de combat consiste à tromper ses ennemis.

#### Tsubasa Inuzuka
Tsubasa est un fugitif recherché. Solitaire, il n’aime personne et n’a confiance en personne. Il recherche le véritable coupable du crime duquel il a été accusé.
Il peut devenir le petit Inu Brother, ayant une très grande vitesse.

#### Tsuyoshi Kijino
Tsuyoshi est un homme ordinaire, marié, de 33 ans, qui vit une vie banale. Contrairement aux autres, il n’a aucun rêve et n’a donc rien à perdre.
Il peut devenir Kiji Brother, doué dans les combats aériens.

### Zenkaigers
| Acteur/Voix                                  | Personnage                                     | Guerrier                                                 | Motif                               |
| -------------------------------------------- | ---------------------------------------------- | -------------------------------------------------------- | ----------------------------------- |
| Kiita Komagine (駒木根 葵汰, Komagine Kiita) | Kaito Goshikida (五色田 介人, Goshikida Kaito) | Zenkaizer Black (ゼンカイザーブラック, Zenkaizā Burakku) | Varidreen (バリドリーン, Baridorīn) |

#### Kaito Goshikida
Kaito Goshikida est le propriétaire du café Donbura auquel travaille Haruka.
Cette version de Kaito n'a apparemment rien à voir avec le Kaito des Zenkaigers, étant une version de Kaito du monde des Donbrothers et ayant même une personnalité différente.
Malgré tout comme son homologue de la série précédente, il peut se transformer. Il se transforme en Zenkaizer Black pour aider les Donbrothers occasionnellement,.
Le costume de Zenkaizer Black ressemble au costume original de Zenkaizer dont les couleurs vives du coutume seraient devenues des nuances de gris.

### Jin Momoi
Jin Momoi est le père adoptif de Taro Momoi. Il a recueilli Taro bébé dans sa capsule il y a 21 ans avant le début de la série. Depuis ce jour, il ne vieillit plus,,.
Il est retenu dans une prison virtuelle pour avoir commis un mystérieux crime, mais il peut apparaître n’importe où en hologramme. C’est lui qui a choisi les quatre compagnons de son fils.
Jin Momoi est interprété par Wada Soukou,.

### Note
Les Note (脳人 (ノート), Hommes-Cerveaux/Cahiers) sont un trio d'individus mystérieux qui sont les antagonistes de la série.
- Sonoi (litt. PageUne) : Sonoi est le chef des Note, c'est un homme calme et gracieux qui aime peindre et déteste le chaos. Il est interprété par Tominaga Yuya[7],[8].
- Sononi (litt. PageDeux) : Sononi est une femme qui s'intéresse aux affaires amoureuses des humains. Elle est interprétée par Miyazaki Amisa[7],[8].
- Sonoza (litt. PageTrois) : Sonoza est un homme mentalement instable étant le sujet de sauts d'humeur. Il s'intéresse aux émotions humaines. Sonoza est interprété par Takahashi Shinnosuke[7],[8].

### Hitotsuki
Les Hitotsuki sont les monstres de la semaine de la série. Ils sont basés sur les anciens Super Sentai.
- Kishiryuki[9],[10]/Kishiryuking[11]: Kishiryū Sentai Ryusoulger
- Resshaki[11] : Ressha Sentai Toqger
- Shinsuki[10] : ?

## Mechas
- Superbike Enyarideon (スーパーバイクエンヤライドン, Sūpābaiku En'yaraidon?) : Il s'agit de la motocyclette de DonMomotaro. Elle peut se combiner avec JuranTyranno de Zenkaiger pour former DonZenkaiOh (ドンゼンカイオー, DonZenkaiō?)[12],[13]. Elle est basée sur la voiture du Momotaro original, qui fait "en'ya raya".
- DonMomotaro Alter : DonMomotaro peut en utilisant l'Avataro Gear DonMomotaro Alter, devenir son propre robot géant[12],[14]. Don Momotaro Alter mesure 15 centimètres. Quand DonMomotaro devient DonMomotaro Alter, son esprit se dissocie de son corps humain; DonMomotaro étant une sorte de « projection astrale » de Don Momotaro. Comme son corps est vulnérable, Oni Sister devra protéger et transporter son corps endormi[11].

- Toqger Alter : Train inspiré du Red Ressha invoqué par l'utilisation du ToQger Avataro Gear Alter.
- Zyuohger Alter : Cubes inspirés de CubeEagle, de CubeShark et de CubeLion invoqués par l'utilisation du Zyuohger Avataro Gear Alter.
- Don Toq Momotaro Alter : Combinaison de DonMomotaro Alter et de Toqger Alter[10].
- Don Zyuoh Momotaro Alter : Combinaison de DonMomotaro Alter et de Zyuohger Alter[10].

## Épisodes

### Don 1
Avataro (あばたろう, Abatarō)

### Don 2
Grande pêche, petite pêche (おおもも、こもも, Ō momo, ko momo)

### Don 3
Le voleur de lampes (あかりどろぼう, Akari Dorobō)

### Don 4
Le démon de l'onigiri (おにぎり鬼, Onigiri oni)

### Don 5
Le siège du chien (犬の座席, Inu no zaseki)

### Don 6
La courte vie d'un faisan (キジの短命, Kiji no tanmei)

### Don 7
Un groupe de professeurs (教師のグループ, Kyōshi no gurūpu)

### Don 8
Un faible pour Les Longs Cheveux (ロングヘアの弱点, Rongu hea no jakuten)

### Don 9
Dodotaro et Robotaro (ドドタロウとロボタロ, Dodotarou to robotaro)

### Don 10
L'arc-en-ciel qu'a vu le démon (鬼が見た虹, Oni ga mita niji)

### Don 11
Malade comme Un Chien (犬のように病気, Inu no yō ni byōki)

### Don 12
La lune est une Menteuse (月はうそつきです, Tsuki wa uso-tsukidesu)

### Don 13
Adieu Taro (さらば太郎, Saraba Tarō)

### Don 14
Jiro Le Remplaçant (次郎代行, Jirō daikō)

### Don 15
Bon retour, Taro (おかえりなさい、太郎, Okaerinasai, Tarō)

### Épisodes spéciaux

#### Avataro Sentai Donbrothers meets Senpaiger
Avataro Sentai Donbrothers meets Senpaiger (暴太郎戦隊ドンブラザーズ meets センパイジャー, Abatarō Sentai Donburazāzu mītsu Senpaijā, Avataro Sentai Donbrothers rencontre les Senpaiger) est un épisode spécial d'Avataro Sentai Donbrothers, promouvant le film Kikai Sentai Zenkaiger vs. Kiramager vs. Senpaiger mettant en vedette une équipe composée de Zenkaizer et des guerriers rouges vétérans présentés appelée Senpaiger.
L'épisode spécial en lui-même présente Don Momotaro usant de Dix Avatar Changes pour expliquer à Oni Sister, ce que signifie être un héros.

## Génériques

### Générique de début
- "Ore koso Only One" (俺こそオンリーワン, Ore koso Onrī Wan?, Je suis le seul et l'unique)
  - Lyrics: Neko Oikawa (及川 眠子, Oikawa Neko?)
  - Composition & Arrangement: Fuwari (フワリ?)
  - Artiste: Win Morisaki (森崎 ウィン, Morisaki U~in?)[19]

### Générique de fin
- Don't Boo! Donbrothers (Don't Boo!ドンブラザーズ, Don't Boo! Donburazāzu?)
  - Artiste:  Win Morisaki (森崎 ウィン, Morisaki U~in?)[20]

## Autour de la série
- C'est la première fois depuis Tokumei Sentai Go-Busters que le titre de la série ne se termine pas par "-ger"[3],[21].
- La composition de l'équipe est basée sur la légende de Momotarō. Un couple de personnes âgées font la découverte d'une pêche géante flottant sur une rivière, qui contenait en son sein un bébé qu'ils ont appelé Momotarō (c'est-à-dire littéralement "garçon-pêche"). Lorsqu'il grandit, Momotarō  entreprend une aventure afin de vaincre des ogres (oni) et se lie d'amitié avec un chien (inu), un singe (saru) et un faisan (kiji) qui l'accompagnent[21].
- C'est la première fois dans une équipe de Super Sentai qu'on a un homme ranger rose officiel.
- Les Donbrothers sont la seconde équipe Super Sentai qui usent de la mécanique de se transformer en des précédents sentais, sans compter les exclusivités des films (comme les LupinSouls des Ryusoulger).
- Le gimmick visuel des vagues est présent en référence aux attaques de Tanjirō dans Demon Slayer.